# Rydbergova formula
Rydbergova formula se koristi u atomskoj fizici, za određivanje valnih duljina spektralnih linija mnogih kemijskih elemenata. Odredio ju je švedski fizičar Johannes Rydberg 1888.

## Povijest
1880. Rydberg je radio na određivanju odnosa između valnih duljina i spektralnih linija alkalijskih metala. Primijetio je da valne duljine dolaze u serijama i pojednostavio je proračune korištenjem novog pojma – valni broj, što je bila suprotna vrijednost od valne duljine (n = 1/λ). 
Kasnije je doznao za Balmerovu formula, za vodikove spektralne linije u vidljivom dijelu spektra. Shvatio je da je Balmerova serija spektralnih linija samo dio spektralnih linija atoma vodika. Rydbergova formula je imala veliku ulogu u stvaranju Bohrovog modela atoma. U tom modelu broj n predstavlja broj energetske razine u atomu.

## Rydbergova formula za vodik
{\displaystyle {\frac {1}{\lambda }}=R_{\infty }\left({\frac {1}{n_{1}^{2}}}-{\frac {1}{n_{2}^{2}}}\right)}
gdje je:
{\displaystyle \lambda \!} - - valna duljina elektromagnetskog zračenja emitiranog u vakuumu
{\displaystyle R_{\infty }\!} - Rydbergova konstanta,
{\displaystyle n_{1}\!} and {\displaystyle n_{2}\!} - cijeli brojevi, tako da vrijedi  {\displaystyle n_{1}<n_{2}\!}.
Ako stavimo za n1 broj 1 i ako stavimo za n2 broj 2, dobijemo spektralnu liniju u Lymanovoj seriji s valnom duljinom 91 nm u ultraljubičastom dijelu spektra.
| n1 | n2    | Naziv               | Približenje prema                   |
| -- | ----- | ------------------- | ----------------------------------- |
| 1  | 2 → ∞ | Lymanova serija     | 91,13 nm (Ultraljubičasto zračenje) |
| 2  | 3 → ∞ | Balmerova serija    | 364,51 nm (Vidljiva svjetlost)      |
| 3  | 4 → ∞ | Paschenova serija   | 820,14 nm (Infracrveno zračenje)    |
| 4  | 5 → ∞ | Brackettova serija  | 1458,03 nm (Infracrveno zračenje)   |
| 5  | 6 → ∞ | Pfundova serija     | 2278,17 nm (Infracrveno zračenje)   |
| 6  | 7 → ∞ | Humphreysova serija | 3280,56 nm (Infracrveno zračenje)   |

## Rydbergova formula za elemente slične vodiku
Rydbergova formula se može proširiti za kemijske elemente slične vodiku:
{\displaystyle {\frac {1}{\lambda _{\mathrm {vac} }}}=RZ^{2}\left({\frac {1}{n_{1}^{2}}}-{\frac {1}{n_{2}^{2}}}\right)}
gdje je:
{\displaystyle \lambda _{\mathrm {vac} }\!} - valna duljina elektromagnetskog zračenja emitiranog u vakuumu
{\displaystyle R\!} - Rydbergova konstanta za taj kemijski element
{\displaystyle Z\!} - atomski broj ili broj protona u atomskoj jezgri tog kemijskog elementa
{\displaystyle n_{1}\!} and {\displaystyle n_{2}\!} cijeli brojevi, tako da vrijedi  {\displaystyle n_{1}<n_{2}\!}.
Ta formula se može primijeniti samo za kemijske elemente slične vodiku, koji imaju samo jedan elektron u atomu, kao što su: He+, Li2+, Be3+ itd. Rydbergova formula za druge kemijske elemente može odrediti samo neke valne duljine, za elektrone koji su udaljeni od jezgre. Uz neke izmjene, Rydbergova formula može točno izračunati valne duljine za poseban slučaj K-alfa linija u rendgenskom dijelu spektra. 
Za atome s većim brojem elektrona, Rydbergova formula daje netočne vrijednosti, jer unutrašnji elektroni utječu na vanjske elektrone.